# Joseph Andrews
Joseph Andrews, eller The History of the Adventures of Joseph Andrews and of his Friend Mr. Abraham Adams, var den första "fullängdsromanen" av den engelske författaren och magistraten Henry Fielding, och även en av de första romanerna på det engelska språket. Romanen, som publicerades 1742, handlar om en godhjärtad tjänare/fotsoldats äventyr på vägen hem från London med sin vän och mentor Abraham Adams. I sin berättarteknik var Fielding inspirerad av många olika författare och stilar, men särskilt tydligt är likheten med Cervantes, författaren till Don Quijote".

## Berättelsen filmatiseras
1977 blir romanen utgångspunkt för en film.